# 벤 로위 모텔손
벤 로위 모텔손(1926년 7월 9일 ~2022년 5월 13일)은 원자핵의 비구형 기하학에 대한 공헌으로 1975년에 노벨 물리학상을 받은 미국계 덴마크인 핵물리학자이다.

## 생애
그는 시카고의 일리노이에서 출생했고, 퍼듀 대학교에서 1947년에 학사학위를 받은 후 1950년에 하버드 대학교에서 1950년에 핵물리학과 학위를 받았다. 코펜하겐의 닐스 보어 연구소 (당시에는 Institute for Theoretical Physics, 이론 물리학 연구소) 로 유학을 간 그는 노르디타에서 교수직을 맡았다. 1971년에 덴마크로 귀화했다.

## 연구
1950년에서 1951년 사이에 제임스 레인워터와 오게 닐스 보어는 단일 핵자의 성질을 고려해 원자핵의 모델을 고안해 냈다. 이 모델은 비구형 분포와 같은 핵자의 모든 성질들을 설명할 수 있는 최초의 모델이었다. 모텔손은 오게 닐스 보어와 함께 실험 자료들과 그 모델을 비교해 보았다. 1952년부터 1953년까지 그들은 세 편의 논문을 발표해 에너지 준위를 회전 스펙트럼으로 설명될 수 있음을 규명하는 등 고전 물리학에서 실험 결과와 이론 간에 차이가 있는 점을 줄여 나갔다.
제임스 레인워터, 오게 닐스 보어, 모텔손은 1975년에 원자핵 내의 집단 운동을 발견하고, 입자 운동 간의 연관성을 발견하고 이 연관성에 기반한 원자핵 구조 이론을 연구한 공로로 노벨 물리학상을 공동 수상했다.
오게 닐스 보어와 모텔손은 두 편의 공동 논문을 작성했다. 첫 번째 주제는 1969년에 발표된 단일 입자 운동이었고, 두 번째 주제는 1975년에 발표된 핵변형이었다.
모텔손은 원자력 과학자 회보(Bulletin of the Atomic Scientists, 불리틴)의 후원자이다.
그는 방글라데시 과학 아카데미와 노르웨이 학술원의 외국인 특별 회원이다. 1969년, 그는 평화를 위한 핵 상(Atoms for Peace Award)을 받았다.